# Pedro Montalvo Gómez
Pedro Montalvo Gómez (Omealca, Veracruz. 2 de junio de 1968) Político mexicano, originario de la comunidad de Xúchiles, perteneciente al municipio de Omealca en el estado de Veracruz.
Fue Secretario del Ayuntamiento de Omealca de 1998 al 2000. Presidente Municipal de Omealca del 2001 al 2004.
También se ha desempeñado como funcionario estatal siendo Director de la Comisión de Agua del estado de Veracruz y Director de Espacios Educativos.
Electo nuevamente alcalde de Omealca en las elecciones de 2017.
- Datos: Q18387353